# Испод ове планине Учке
„Испод ове планине Учке” је југословенски документарни филм из 1973. године. Режирао га је Марио Фанели а сценарио је написао Недељко Фабрио.